# Gomphostemma crinitum
Gomphostemma crinitum là một loài thực vật có hoa trong họ Hoa môi. Loài này được Wall. ex Benth. mô tả khoa học đầu tiên năm 1830.

## Phân bổ
Ở Việt Nam, Gomphostemma crinitum được gọi với cái tên khác là Đinh hùng tơ. Cây phân bổ ở Lạng Sơn (Hữu Lũng). Cây mọc tự nhiên dưới tán rừng ẩm, ở độ cao 400–800 m. Lá cây có thể chữa sâu quảng, ghẻ lở.
Trên thế giới, loài cây này phân bổ chủ yếu ở Assam, Bangladesh, Trung Nam (Trung Quốc), Malaya, Myanmar, Sumatra, Thái Lan. Chúng phát triển tốt ở những vùng nhiệt đới ẩm ướt.